# Ivan Björkman
Ivan Malkolm Björkman, född 15 mars 1852 i Skepplanda socken, Älvsborgs län, död 1913 i Karlstad, var en svensk ingenjör. 
Björkman avlade examen vid Chalmersska slöjdskolan 1872, blev byggnadselev vid Dalkarlshyttan samma år, byråingenjör vid Nässjö–Oskarshamns Järnväg 1873–1874, nivellör och brobyggare vid Bergslagsbanan 1874–1878, såg- och kvarnverksbyggare 1878–1886, första konstruktör vid Newton Machine Toolworks i Philadelphia 1887, chefingenjörsassistent vid statsingenjörskontorets åttonde distrikt i Philadelphia 1887–1889, föreståndare för Kalmar stads gasverk samt hamn- och stadsingenjör i Kalmar stad 1891–1902, konsulterande ingenjör där, arbetschef vid nya hamnbyggnaden i Karlstad och konsulterande ingenjör där från 1903.